# 長崎県道204号奥ノ平時津線
長崎県道204号奥ノ平時津線（ながさきけんどう204ごう おくのひらとぎつせん）は、長崎県西海市から西彼杵郡時津町に至る一般県道である。

## 概要
西海市大瀬戸町瀬戸下山郷から西彼杵郡時津町浦郷に至る。
西彼杵半島の山間部を南北に貫通し、途中、長崎県道229号扇山公園線と長崎県道57号神ノ浦港長浦線と交差する。その後長崎市西海町で長崎県道115号長崎漁港村松線と交差し、国道206号と終点まで重複する。

### 路線データ
- 起点：長崎県西海市大瀬戸町瀬戸下山郷（長崎県道12号大瀬戸西彼線交点）
- 終点：長崎県西彼杵郡時津町浦郷（時津町交差点[注釈 1]、国道206号上、国道207号終点）
- 総延長：22.3 km[1]

## 歴史
- 2023年（令和5年）2月18日 - 西彼杵道路時津工区の日並IC - 時津IC（延長3.4 km）開通[2]。

## 路線状況

### バイパス
- 西彼杵道路時津工区[3]

### 重複区間
- 長崎県道115号長崎漁港村松線（長崎市西海町）
- 国道206号（長崎市西海町・西海交差点 - 西彼杵郡時津町浦郷・時津町交差点（終点））

### 道路施設

#### 橋梁
- 子々川橋（西彼杵郡時津町、国道206号重複区間内）
- 日並大橋（西彼杵郡時津町、国道206号重複区間内）
- 時津橋（時津川、西彼杵郡時津町、国道206号重複区間内）

## 地理

### 通過する自治体
- 西海市
- 長崎市
- 西彼杵郡時津町

### 交差する道路
| 交差する道路                                                    | 市町村名 | 市町村名 | 交差する場所       | 交差する場所        |
| --------------------------------------------------------------- | -------- | -------- | ------------------ | ------------------- |
| 長崎県道12号大瀬戸西彼線                                        | 西海市   | 西海市   | 大瀬戸町瀬戸下山郷 | 起点                |
| 長崎県道229号扇山公園線                                         | 長崎市   | 長崎市   | 長浦町             |                     |
| 長崎県道57号神ノ浦港長浦線                                      | 長崎市   | 長崎市   | 琴海戸根町         |                     |
| 長崎県道115号長崎漁港村松線 重複区間起点                        | 長崎市   | 長崎市   | 西海町             |                     |
| 国道206号 重複区間起点 長崎県道115号長崎漁港村松線 重複区間終点 | 長崎市   | 長崎市   | 西海町             | 西海交差点          |
| 国道206号 重複区間終点 国道207号                                | 西彼杵郡 | 時津町   | 浦郷               | 時津町交差点 / 終点 |

### 沿線
- 県民の森
- 琴海赤水公園

### 峠
- 仁田峠（西海市 - 長崎市）